# 1. česká hokejová liga 2006/2007
1. česká hokejová liga 2006/2007 byla 14. ročníkem druhé nejvyšší české hokejové soutěže.

## Fakta
- 14. ročník samostatné druhé nejvyšší české hokejové soutěže
- Tým HC Slovan Ústí nad Labem přímo postoupil do extraligy.
- První liga se od sezony 07-08 rozšířila na 16 celků, takže ze soutěže nikdo nesestupoval. Ze 2. ligy postoupily týmy HC Vrchlabí, HC Baník Most a HC Šumperk.

### Systém soutěže
Všech 14 týmů se nejprve utkalo v základní části čtyřkolově každý s každým. Osm nejlepších týmů postoupilo do play-off, které se hrálo na 3 vítězné zápasy (čtvrtfinále na 4 vítězné). Vítěz finále play off postoupil, vzhledem k vyloučení Vsetína, přímo do extraligy.
Vzhledem k rozšíření soutěže na 16 účastníků nikdo v tomto ročníku nesestupoval a do dalšího ročníku první ligy postoupily 3 nejlepší celky play off 2. ligy.

## Konečná tabulka
| Vysvětlivka                   |
| ----------------------------- |
| Postup do čtvrtfinále playoff |
| Sezóna pro daný tým skončila  |

| Poř. | Tým                      | Z  | V  | VP | PP | P  | VG  | OG  | B   |
| ---- | ------------------------ | -- | -- | -- | -- | -- | --- | --- | --- |
| 1.   | HC VČE Hradec Králové    | 52 | 34 | 6  | 1  | 11 | 204 | 112 | 115 |
| 2.   | HC Slovan Ústečtí Lvi    | 52 | 33 | 5  | 4  | 10 | 182 | 105 | 113 |
| 3.   | BK Mladá Boleslav        | 52 | 31 | 5  | 4  | 12 | 184 | 127 | 107 |
| 4.   | KLH Chomutov             | 52 | 28 | 8  | 3  | 13 | 204 | 141 | 103 |
| 5.   | HC Kometa Brno           | 52 | 26 | 9  | 5  | 12 | 184 | 124 | 101 |
| 6.   | SK Horácká Slavia Třebíč | 52 | 23 | 3  | 5  | 21 | 130 | 134 | 80  |
| 7.   | HC Dukla Jihlava         | 52 | 23 | 2  | 5  | 22 | 172 | 185 | 78  |
| 8.   | HC Sareza Ostrava        | 52 | 20 | 4  | 5  | 22 | 165 | 164 | 75  |
| 9.   | HK Jestřábi Prostějov    | 52 | 19 | 2  | 8  | 23 | 155 | 178 | 69  |
| 10.  | HC Havířov Panthers      | 52 | 15 | 4  | 4  | 29 | 136 | 170 | 57  |
| 11.  | HC Rebel Havlíčkův Brod  | 52 | 14 | 4  | 5  | 29 | 134 | 189 | 55  |
| 12.  | HC Berounští Medvědi     | 52 | 12 | 4  | 6  | 30 | 112 | 177 | 50  |
| 13.  | Sportovní klub Kadaň     | 52 | 14 | 2  | 3  | 33 | 113 | 195 | 49  |
| 14.  | HC Olomouc               | 52 | 11 | 2  | 3  | 36 | 114 | 188 | 40  |

## Hráčské statistiky základní části

### Kanadské bodování
Toto je konečné pořadí hráčů podle dosažených bodů. Za jeden vstřelený gól nebo přihrávku na gól hráč získal jeden bod.
| Poř. | Hráč              | Tým                                   | Z  | G  | A  | B  | TM  | +/- |
| ---- | ----------------- | ------------------------------------- | -- | -- | -- | -- | --- | --- |
| 1.   | Petr Kaňkovský    | HC Dukla Jihlava                      | 44 | 24 | 47 | 71 | 112 | 9   |
| 2.   | Lukáš Říha        | HK Jestřábi Prostějov                 | 44 | 29 | 41 | 70 | 135 | -11 |
| 3.   | Ladislav Boušek   | KLH Chomutov                          | 50 | 31 | 27 | 58 | 26  | 12  |
| 4.   | Milan Kostourek   | KLH Chomutov                          | 52 | 18 | 38 | 56 | 50  | 22  |
| 5.   | Oldřich Bakus     | HC Dukla Jihlava                      | 49 | 30 | 25 | 55 | 115 | -6  |
| 6.   | Jaroslav Roubík   | HC Hradec Králové                     | 52 | 20 | 35 | 55 | 26  | 31  |
| 7.   | Ladislav Rytnauer | HC Dukla Jihlava                      | 51 | 21 | 30 | 51 | 84  | -1  |
| 8.   | Petr Lipina       | HC Havířov Panthers BK Mladá Boleslav | 50 | 17 | 34 | 51 | 56  | 10  |
| 9.   | Martin Koudelka   | HC Hradec Králové                     | 48 | 15 | 36 | 51 | 47  | 19  |
| 10.  | Michal Černý      | HC Kometa Brno                        | 52 | 24 | 26 | 50 | 76  | 7   |

### Hodnocení brankářů
Toto je konečné pořadí nejlepších deset brankářů.
| Poř. | Hráč              | Tým                      | Z  | MIN  | OG | PZ   | PS   | POG  | Úsp%  |
| ---- | ----------------- | ------------------------ | -- | ---- | -- | ---- | ---- | ---- | ----- |
| 1.   | Alexandr Hylák    | HC Hradec Králové        | 48 | 2849 | 92 | 1501 | 1593 | 1.94 | 94.22 |
| 2.   | Petr Přikryl      | HC Slovan Ústečtí Lvi    | 24 | 1428 | 42 | 656  | 698  | 1.76 | 93.98 |
| 3.   | Jiří Zikmund      | HC Slovan Ústečtí Lvi    | 24 | 1270 | 40 | 543  | 583  | 1.89 | 93.14 |
| 4.   | Jakub Čech        | HC Sareza Ostrava        | 20 | 1211 | 56 | 741  | 797  | 2.77 | 92.97 |
| 5.   | Pavel Maláč       | HC Kometa Brno           | 41 | 2476 | 98 | 1269 | 1367 | 2.37 | 92.83 |
| 6.   | Jaroslav Kameš    | HC Berounští Medvědi     | 29 | 1657 | 76 | 981  | 1057 | 2.75 | 92.81 |
| 7.   | Martin Altrichter | BK Mladá Boleslav        | 27 | 1579 | 62 | 780  | 842  | 2.36 | 92.64 |
| 8.   | Radovan Biegl     | HK Jestřábi Prostějov    | 26 | 1497 | 81 | 979  | 1060 | 3.25 | 92.36 |
| 9.   | Filip Luňák       | SK Horácká Slavia Třebíč | 23 | 1256 | 48 | 571  | 619  | 2.29 | 92.25 |
| 10.  | Filip Šindelář    | BK Mladá Boleslav        | 23 | 1255 | 44 | 523  | 567  | 2.10 | 92.24 |

## Vyřazovací boje
|  | Čtvrtfinále              | Čtvrtfinále       |                          |   | Semifinále | Semifinále |  |  | Finále | Finále |
|  |                          |                   |                          |   |            |            |  |  |        |        |
|  |                          |                   |                          |   |            |            |  |  |        |        |
|  | HC Slovan Ústí nad Labem | 4                 |                          |   |            |            |  |  |        |        |
|  | HC Slovan Ústí nad Labem | 4                 |                          |   |            |            |  |  |        |        |
|  | HC Dukla Jihlava         | 0                 |                          |   |            |            |  |  |        |        |
|  | HC Dukla Jihlava         | 0                 | HC Slovan Ústí nad Labem | 3 |            |            |  |  |        |        |
|  |                          |                   | HC Slovan Ústí nad Labem | 3 |            |            |  |  |        |        |
|  |                          | HC Mladá Boleslav | 0                        |   |            |            |  |  |        |        |
|  | HC Mladá Boleslav        | HC Mladá Boleslav | 0                        | 4 |            |            |  |  |        |        |
|  | HC Mladá Boleslav        |                   |                          | 4 |            |            |  |  |        |        |
|  | SK Horácká Slavia Třebíč | 1                 |                          |   |            |            |  |  |        |        |
|  | SK Horácká Slavia Třebíč | 1                 | HC Slovan Ústí nad Labem | 3 |            |            |  |  |        |        |
|  |                          |                   | HC Slovan Ústí nad Labem | 3 |            |            |  |  |        |        |
|  |                          | KLH Chomutov      | 2                        |   |            |            |  |  |        |        |
|  | HC Hradec Králové        | KLH Chomutov      | 2                        | 4 |            |            |  |  |        |        |
|  | HC Hradec Králové        |                   |                          | 4 |            |            |  |  |        |        |
|  | HC Sareza Ostrava        | 2                 |                          |   |            |            |  |  |        |        |
|  | HC Sareza Ostrava        | 2                 | HC Hradec Králové        | 1 |            |            |  |  |        |        |
|  |                          |                   | HC Hradec Králové        | 1 |            |            |  |  |        |        |
|  |                          | KLH Chomutov      | 3                        |   |            |            |  |  |        |        |
|  | KLH Chomutov             | KLH Chomutov      | 3                        | 4 |            |            |  |  |        |        |
|  | KLH Chomutov             |                   |                          | 4 |            |            |  |  |        |        |
|  | HC Kometa Brno           | 0                 |                          |   |            |            |  |  |        |        |
|  | HC Kometa Brno           | 0                 |                          |   |            |            |  |  |        |        |

## Čtvrtfinále
- HC Hradec Králové – HC Sareza Ostrava 4:2 (3:1, 5:2, 2:4, 2:7, 3:1, 6:4)
- HC Slovan Ústí nad Labem – HC Dukla Jihlava 4:0 (3:2 P, 5:2, 5:2, 3:0)
- HC Mladá Boleslav – SK Horácká Slavia Třebíč 4:1 (7:0, 4:2, 1:2 P, 4:1, 6:0)
- KLH Chomutov – HC Kometa Brno 4:0 (4:2, 3:1, 2:1, 4:2)

## Semifinále
- HC Hradec Králové – KLH Chomutov 1:3 (7:3, 1:2 SN, 2:3, 1:5)
- HC Slovan Ústí nad Labem – HC Mladá Boleslav 3:0 (4:3, 4:1, 6:4)

## Finále
- HC Slovan Ústí nad Labem – KLH Chomutov 3:2 (4:0, 2:3, 2:3 P, 3:2 P, 5:1)

Tým HC Slovan Ústí nad Labem přímo postoupil do extraligy.